# Dải Alexander

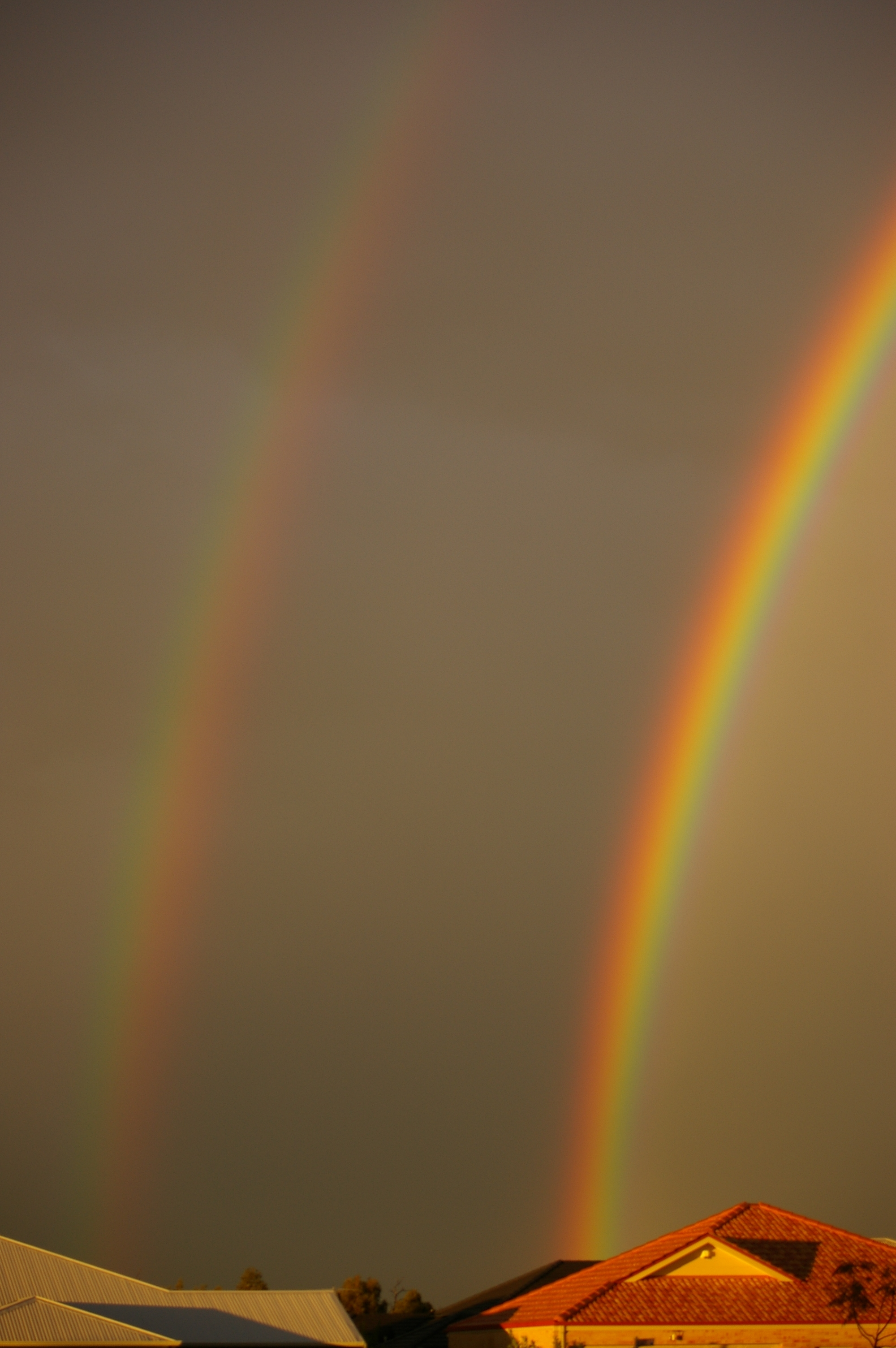
Dải Alexander nằm giữa hai cầu vồng.

Một sơ đồ của hiện tượng được gọi là dải Alexander, một dải màu tối xuất hiện giữa bất kỳ hai cầu vồng nào là kết quả của các góc phản xạ ánh sáng khác nhau qua các giọt nước.

Dải Alexandre hay dải tối Alexandre là một hiện tượng quang học liên quan đến cầu vồng được đặt theo tên của Alexander của Aphrodisias, người đầu tiên mô tả nó vào năm 200 sau Công nguyên. Nó xảy ra do các góc lệch của cầu vồng sơ cấp và thứ cấp. Cả hai cung đều tồn tại do hiệu ứng quang học gọi là góc lệch tối thiểu. Chỉ số khúc xạ (chiết suất) của nước ngăn ánh sáng bị lệch ở các góc nhỏ hơn.
Góc lệch tối thiểu cho cung chính là 137,5°. Ánh sáng có thể bị lệch tới 180°, khiến nó bị phản xạ lại ngay về người quan sát. Ánh sáng bị lệch ở các góc trung gian làm sáng lên ở phần bầu trời phía trong cầu vồng chính.
Góc lệch tối thiểu cho cung thứ cấp là khoảng 230°. Thực tế là góc này lớn hơn 180° làm cho cung thứ cấp trở thành phiên bản ngược từ trong ra ngoài của cung sơ cấp. Thứ tự màu sắc của nó bị đảo ngược và ánh sáng bị lệch ở các góc lớn hơn làm cho bầu trời bên ngoài cung thứ cấp cũng sáng lên.
Giữa hai cung là một khu vực bầu trời không sáng được gọi là dải Alexandre. Ánh sáng được phản chiếu bởi những hạt mưa ở vùng trời này không thể đến được người quan sát, mặc dù nó có thể đóng góp vào cầu vồng mà một người quan sát khác nhìn thấy ở nơi khác.